# Мирний план Китаю
«Позиція Китаю щодо політичного врегулювання української кризи», також «Мирний план Китаю» — позиційний документ, опублікований 24 лютого 2023 року Міністерством закордонних справ КНР, який відображає точку зору китайської влади на мирне завершення війни Росії проти України. Документ, який часто називають «планом», не містить конкретних заходів і складається з попередніх заяв китайської влади про дотримання міжнародного права, через що деякі оглядачі розглядають його як символічний жест, адресований західним країнам.
«Мирним планом Китаю та Бразилії» або китайсько-бразильським «консенсусом з 6 пунктів» також називають спільну політичну заяву від 1 серпня 2024 року міністра закордонних справ КНР Вані Ї та головного радника президента Бразилії з зовнішньої політики Сельсо Аморіма, спрямовану на «вирішення кризи в Україні»[⇨].

## Позиційний документ Китаю

### Історія
Голова комісії з закордонних справ ЦК КПК Ван Ї анонсував публікацію пропозицій Китаю щодо мирного завершення війни між Україною та Росією 18 лютого 2023 року. Анонсу передували численні контакти на високому рівні між Китаєм і РФ, при цьому обговорення з Україною Китаєм не проводились. Оглядачі очікували, що документ буде оприлюднено під час засідання Генасамблеї ООН 23 лютого, але цього не сталося, а сам Китай утримався від голосування за резолюцію ES-11/6, яка вимагала вивести російські війська з України.
Документ було опубліковано 24 лютого 2023 року, у річницю російського вторгнення в Україну у 2022 році. Це стало першою великою міжнародною ініціативою КНР після з'їзду КПК у жовтні 2022 року, під час якого Сі Цзіньпіна, всупереч політичній традиції країни, було переобрано Генеральним секретарем ЦК КПК. У цьому контексті «мирний план» мав на меті повернути Китай у міжнародну політику після пандемії COVID-19. Всупереч очікуванням, документ не містив конкретних кроків і складався з нечітких формулювань і повторних заяв про «верховенство Статуту ООН», повагу до територіальної цілісності тощо.

### Пункти документу
Документ включає 12 пунктів. Слово «війна» не згадується в документі, як і засудження російської агресії.
1. Повага до суверенітету всіх країн. «Загальновизнане міжнародне право, включаючи цілі та принципи Статуту Організації Об'єднаних Націй, має суворо дотримуватися. Необхідно ефективно підтримувати суверенітет, незалежність і територіальну цілісність усіх країн. Усі країни, великі чи малі, сильні чи слабкі, багаті чи бідні, є рівноправними членами міжнародного товариства. Усі сторони повинні спільно підтримувати основні норми, що регулюють міжнародні відносини, і захищати міжнародну чесність і справедливість. Слід заохочувати рівне та однакове застосування міжнародного права, а подвійні стандарти слід відкидати.»
2. Відмова від менталітету «холодної війни». «Безпека країни не повинна досягатися коштом інших. Безпека регіону не повинна досягатися зміцненням чи розширенням військових блоків. Законні інтереси безпеки та занепокоєння всіх країн необхідно сприймати серйозно та належним чином розглядати. Немає простого розв'язання складної проблеми. Усі сторони повинні, дотримуючись бачення спільної, всеосяжної, кооперативної та сталої безпеки та пам'ятаючи про довгостроковий мир і стабільність у світі, сприяти формуванню збалансованої, ефективної та стійкої архітектури європейської безпеки. Усі сторони повинні протистояти прагненню до власної безпеки ціною безпеки інших, запобігати блоковій конфронтації та працювати разом заради миру та стабільності на Євразійському континенті.»
3. Припинення бойових дій. «Конфлікти та війни нікому не приносять користі. Усі сторони повинні зберігати раціональність і проявляти стриманість, уникати роздмухування вогню та загострення напруженості та запобігати подальшому погіршенню кризи чи навіть виходу з-під контролю. Усі сторони повинні підтримати Росію та Україну в роботі в одному напрямку та якнайшвидшому відновленні прямого діалогу з метою поступової деескалації ситуації та досягнення всеосяжного припинення вогню.»
4. Відновлення мирних переговорів. «Діалог і переговори є єдиним життєздатним вирішенням української кризи. Слід заохочувати та підтримувати всі зусилля, спрямовані на мирне врегулювання кризи. Міжнародне товариство має залишатися відданим правильному підходу до сприяння мирним переговорам, допомагати сторонам конфлікту якнайшвидше відкрити двері для політичного врегулювання та створювати умови та платформи для відновлення переговорів. Китай продовжуватиме відігравати конструктивну роль у цьому відношенні.»
5. Вирішення гуманітарної кризи. «Необхідно заохочувати та підтримувати всі заходи, що сприяють послабленню гуманітарної кризи. Гуманітарні операції повинні ґрунтуватися на принципах нейтралітету та неупередженості, а гуманітарні питання не повинні бути політизовані. Безпека цивільного населення має бути ефективно захищена, а також повинні бути створені гуманітарні коридори для евакуації цивільного населення із зон конфлікту. Необхідно докласти зусиль для збільшення гуманітарної допомоги відповідним районам, покращення гуманітарних умов і забезпечення швидкого, безпечного та безперешкодного гуманітарного доступу з метою запобігання гуманітарній кризі більшого масштабу. Необхідно підтримати ООН у виконанні координаційної ролі в спрямуванні гуманітарної допомоги в зони конфлікту.»
6. Захист цивільного населення та військовополонених. «Сторони конфлікту повинні суворо дотримуватись міжнародного гуманітарного права, уникати нападів на цивільних осіб або цивільні об'єкти, захищати жінок, дітей та інших жертв конфлікту, а також поважати основні права військовополонених. Китай підтримує обмін військовополоненими між Росією та Україною і закликає всі сторони створити для цього більш сприятливі умови.»
7. Підтримання безпеки атомних електростанцій. «Китай виступає проти збройних нападів на атомні електростанції та інші мирні ядерні об'єкти та закликає всі сторони дотримуватися міжнародного права, включаючи Конвенцію про ядерну безпеку (CNS), і рішуче уникати техногенних ядерних аварій. Китай підтримує Міжнародне агентство з атомної енергії (МАГАТЕ) у виконанні конструктивної ролі у сприянні безпеці мирних ядерних установок.»
8. Зниження стратегічних ризиків. «Не можна використовувати ядерну зброю і не можна вести ядерні війни. Загрозі або використанню ядерної зброї слід протистояти. Необхідно запобігти розповсюдженню ядерної зброї та уникнути ядерної кризи. Китай виступає проти досліджень, розробки та використання будь-якою країною хімічної та біологічної зброї за будь-яких обставин.»
9. Сприяння експорту зерна. «Усі сторони мають повністю й ефективно збалансовано реалізувати Чорноморську зернову ініціативу, підписану Росією, Туреччиною, Україною та ООН, і підтримати ООН у відіграванні важливої ролі в цьому відношенні. Ініціатива співпраці щодо глобальної продовольчої безпеки, запропонована Китаєм, забезпечує можливе вирішення глобальної продовольчої кризи.»
10. Припинення односторонніх санкцій. «Односторонні санкції та максимальний тиск не можуть розв'язувати питання; вони лише створюють нові проблеми. Китай виступає проти односторонніх санкцій, несанкціонованих ООН.»
11. Підтримання стабільності промислових ланцюгів і ланцюгів постачання. «Усі сторони повинні щиро підтримувати чинну світову економічну систему та протидіяти використанню світової економіки як інструменту чи зброї в політичних цілях. Необхідні спільні зусилля, щоб пом'якшити наслідки кризи та запобігти її зриву міжнародної співпраці в енергетиці, фінансах, торгівлі продовольством і транспортуванні та підривати відновлення глобальної економіки.»
12. Сприяння постконфліктній відбудові. «Міжнародне товариство має вжити заходів для підтримки постконфліктної реконструкції в зонах конфлікту. Китай готовий надати допомогу та відігравати конструктивну роль у цих зусиллях.»

### Оцінки
Оглядачі відзначили, що документ адресований більше країнам Заходу, ніж РФ чи Україні. Публікація документа збіглася з оприлюдненням звітів розвідки США про обговорення можливих поставок китайської зброї до Росії, які Китай заперечує. Співпраця із західними країнами незрівнянно важливіша для Китаю, ніж тісні зв'язки з Росією. Тому пізніше китайським дипломатам довелося виправдовуватися за заяви про «безмежну дружбу» Росії та Китаю, зроблені під час візиту Сі Цзіньпіна до Москви.
Опублікований документ став частиною позиціонування Китаю як посередника у вирішенні міжнародних конфліктів (раніше країна також виступила посередником при укладенні перемир'я між Іраном і Саудівською Аравією). Крім того, лідери європейських країн прямо закликали Китай використовувати свою дипломатичну вагу для впливу на російську владу. Ця політика спрямована на країни «Глобального Півдня», яким Китай пропонує себе як альтернативну західним країнам точку впливу, яка не підтримує військові конфлікти та відстоює сильну консервативну позицію.
Китаєзнавці зазначали, що запропонований Китаєм підхід до мирного врегулювання в першу чергу відповідає його власним інтересам. Китай не зацікавлений у тріумфі чи поразці Росії: остання відіграє важливу роль у забезпеченні енергетичної безпеки Китаю, а завдяки безпрецедентним санкціям Китай має можливість купувати російські ресурси на вигідних умовах. Росія, навпаки, стає все більш залежною від Китаю, входячи в його політичну та економічну орбіту. В інтересах Китаю припинити конфлікт, який матиме позитивний вплив на світову економіку та зменшить ядерну напругу після неодноразових погроз Росії застосувати ядерну зброю, але країна виграє від напруженості, яка відволікає увагу та ресурси політичних опонентів Китаю.

### Міжнародна реакція
Українська влада стримано-дипломатично відреагувала на ініціативу Китаю, вітаючи сам факт пропозицій, але відзначаючи відсутність у документі критичних для України умов, наприклад, виведення російських військ. США, Європейський Союз і НАТО сприйняли «план» зі скептицизмом, поставивши під сумнів здатність Китаю діяти як неупереджений посередник, доки країна не засуджує російську агресію і продовжує звинувачувати ЄС і НАТО в конфлікті.
У березні 2023 року пропозиції Китаю згадувались під час візиту Сі Цзіньпіна до Москви, але вся поїздка була символічною і жодних важливих угод країни не підписали. У наступні весняні місяці голова делегації Китаю з врегулювання російсько-українського конфлікту Лі Хуей провів низку зустрічей у Брюсселі, Берліні, Парижі, Варшаві та інших європейських столицях, а також у Москві та Києві з метою просування «мирного плану». Пропозиції Китаю, згідно з якими окуповані території залишаться під контролем Росії, в країнах ЄС не знайшли підтримки.
У квітні 2024 року міністр закордонних справ РФ Сергій Лавров заявив, що китайський мирний план наразі був найбільш розумною пропозицією для мирного вирішення конфлікту. Лавров високо оцінив китайську мирну пропозицію, яка не передбачала повного виведення Росії з усієї окупованої території. Reuters інтерпретували коментар Лаврова як такий, що означає, що Росія хотітиме обговорювати мирні переговори, що включатимуть визнання російської окупації територій на сході України, яку РФ називає «новими реаліями на місці». Швейцарія запропонувала зустріч у зв'язку з російським вторгненням, яку Лавров назвав нереалістичною для Росії, оскільки її не запросять на зустріч.
Прем'єр-міністр Угорщини Віктор Орбан під час зустрічі з лідером Китаю Сі Цзіньпінем у Будапешті 9 травня 2024 року заявив, що підтримує «китайський мирний план» для вирішення війни в Україні.

## Китайсько-бразильський «мирний план» з 6 пунктів
Китайсько-бразильським «консенсусом з 6 пунктів» називають спільну політичну заяву від 23 травня 2024 року міністра закордонних справ КНР Вані Ї та головного радника президента Бразилії з зовнішньої політики Сельсо Аморіма, спрямовану на «вирішення кризи в Україні» з шести пунктів:
1. Дотримуватись «трьох принципів» для охолодження ситуації: припинення бойових дій, незагострення конфлікту та нерозповсюдження його на нові території.
2. Створити умови для прямих переговорів шляхом повного припинення вогню, провести міжнародну мирну конференцію, прийняту як Росією, так і Україною, та обговорити всі мирні плани.
3. Уникати атак на цивільних осіб і цивільні об'єкти, захищати жінок, дітей та інших жертв конфлікту, а також поважати основні права військовополонених.
4. Протидіяти використанню зброї масового ураження.
5. Протидіяти збройним нападам на мирні ядерні об'єкти, поважати конвенцію про ядерну безпеку.
6. Підтримувати стабільність міжнародної торгівлі. «Обидві сторони закликають спільно підтримувати міжнародну співпрацю в енергетиці, фінансах, торгівлі зерном, транспорті тощо, спільно підтримувати безпеку ключової інфраструктури, такої як нафто- та газопроводи, енергетичні об'єкти та підводні оптичні кабелі, а також забезпечувати стабільність глобальної системи постачання»[36][38].

На початку серпня 2024 року в Міністерстві закордонних справ Китаю заявили, що план підтримали вже 110 держав.